# Linnemann Verlag
Der Linnemann Verlag ist ein 1985 in Münster gegründeter inhabergeführter Verlag. Er publiziert schwerpunktmäßig Kalender zu Reise-, Länder- und Städtethemen, daneben immerwährende Kalender zum Thema „Münster“. Des Weiteren innerhalb des Imprints Linnemann-Audio seit 2009 Hörbücher zur Antike, Philosophie und zu diversen Länderthemen.
Es erschienen Kinderbücher, Reisebildbände und Museumskataloge in Buchform, unter anderem für das Naturkundemuseum Münster.